# Usenet
Usenet (транскр.  јузнет) је рани систем за комуникацију преко рачунарских мрежа. Развијен је из опште UUCP дајал-ап мрежне архитектуре. Том Траскот и Џим Елис су смислили идеју 1979., и Јузнет је основан 1980. Корисници су читали и постављали поруке (назване чланци или објаве, и колективно их назвали вести) у једној или више категорија, познате као тематске групе. Јузнет на много начина личи на систем огласне табле (BBS) и претходник је интернет форума који су данас у широкој употреби. Јузнет може бити површно посматран као хибрид између електронске поште и интернет форума. Дискусије су подељене, као са интернет форумима и BBS-овима, иако су објаве чуване на серверу секвенцијално.
Једна значајна разлика између BBS-а или интернет форума и Јузнета је недостатак централног сервера и администратор који га одржава. Јузнет је дистрибуиран међу великим, константно променљивим конгломерацијама сервера који чувају и прослеђују поруке једни другима у такозваним новостима. Индивидуални корисници могу читати поруке и слати поруке локалном серверу којим управља комерцијални Јузнет провајдер, њихов интернет сервис провајдер, универзитет, послодавац или њихов сопствени сервер.

## Увод
Јузнет је зачет 1979, и јавно основан 1980-те, на Универзитет Северне Каролине на Чапел Хилу и Универзитету Дјук, преко десетак година пре него што је развијена светска мрежа и општа јавност добила приступ интернету, чинећи га једном од најстаријих рачунарских мрежних комуникационих система који је још увек у широкој употреби. Првенствено је направљена на ’’ARPANET-у сиромашног човека”, запостављајући UUCP као транспортни протокол за понуду мејла и трансфера података, као и објава кроз новоразвијени софтвер вести као што је A News. Име Јузнет је наглашавало наду својих креатора да ће USENIX организација имати активну улогу у његовим операцијама.
Чланци које корисници постављају на Јузнету су организовани у тематске категорије назване тематске групе, које су саме логично организоване у хијерархијске предмете. На пример, sci.math и sci.physics су са sci.* хијерархијом, за науку. Или, talk.origins и talk.atheism је са хијерархијом talk.*. Када се корисник пријави на тематске категорије, софтвер за клијент новости прати које је чланке корисник прочитао.
У већини тематских група, велика већина чланака је одговорна за неки други чланак. Скуп чланака који може бити праћен до једног јединог чланка је назван ланац дискусије . Већина модерних читача показује да су чланци поређани у ланац дискусије или подланце дискусије.
Када корисник објави чланак, иницијално је доступан само на серверу вести ток корисника. Сваки сервер вести говори са једним или више сервера (то су ’’newsfeeds’’ ) и размењују чланке са њима. На овај начин, чланак је копиран од сервера до сервера и евентуално би требало да доспе до сваког сервера на мрежи. Касније равноправне мреже функционишу на сличан начин, али за Јузнет нормално је да пошиљалац, пре него прималац, буде тај који покреће трансфере. Неки су приметили да ово изгледа као неефикасан протокол у ери обимних приступа брзој интернет мрежи. Јузнет је дизајниран под условима када је мрежа била много спорија и не увек доступна. Многи сајтови на оригиналној Јузнет мрежи би се повезали само једном или двапут дневно у серијским трансфер порукама. Ово је углавном зато што је POTS мрежа типично коришћена за трансфер, и зато што су телефонски рачуни били нижи ноћу.
Јузнет има значајну културну вазност у умреженом свету, што је прерасло у, или популаразивовано, у широко препознате концете и термине као што су ’’ФАQ’’, ’’флејм’’ и ’’спам’’.
Формат и пренос Јузнет чланака је сличан интернет порукама и електронској пошти порукама. Разлика међу њима је да чланке јузнета може прочитати било који корисник чији сервер тематских група води до групе у којој је порука остављена, насупрот електронске поште која има једног или више наведених прималаца.
Данас, значај јузнета је умањен у односу на интернет форуме, блогове и мејл листе. Јузнет се разликује од таквих медија на неколико начина: јузнет не захтева личну регистрацију са дотичним групама; информације није потребно сачувати на удаљеном серверу; архиве су увек доступне; и читање порука не захтева мејл или веб клијент, већ клијент новости. Групе у alt.binaries су и даље у широкој употреби за трансфер података.

## ИСП, сервери за новости, и новости
Многи интернет сервис провајдери, и многи остали интернет сајтови, управљају серверима за новости за приступ својим корисницима. ИСП који не управља својим серверима директно, често ће понудити својим корисницима налог другог провајдера који специфично управља Новостифеед-ом. У раним имплементацијама вести, сервер и читач вести су били једини скуп програма, који ради на истом систему. Данас, користимо одвојено читач новости и клијентски софтвер, програм који личи на имејл клијент, али уместо тога располаже Јузнет серверима. Неки клијенти као што је Мозила тандерберд и Аутлук експрес обезбеђују обе могућности.
Не користе сви ИСП-ови, сервере за новости. Сервер за новости је један од најтежих интернет услуга за управљање због велике количине података, малом базом купаца ( у поређењу са матичним интернет услугама као што је приступ интернету или имејл ) и диспропорционално велики обим инцидената у подршци корисника ( често се жале на недостатак новости чланака, који нису последица ИСП-а). Неке понуде ИСП-ових новости операција за стручне сајтове, који се често појављују кориснику иако ИСП сам руководи сервером. Многи сајтови имају ограничен број новости, са ограниченим бројем тематских група. Често изостављано из таквих новости су тематске групе страних језика и alt.binaries хијерархије које углавном управљају софтвером, музиком, видеом и сликама, и налозима преко 99 процената података чланака.
Постоје такође Јузнет провајдери који су специјализовани у понуди сервиса корисницима чији ИСП-ови не носе Новости, или који носе ограничен извор.
Видети и операције сервера за новости, јер се може видети како су нови системи имплементирани.

### Читачи новости
Новостима се најчешће приступало са читачима новости, апликације које дозвољавају корисницима да читају и одговарају на објаве у групама. Ове апликације делују као клијенти једном или више Новости сервера. Иако историјски гледано, Јузнет је повезиван са Јуниксовим оперативним системом који је развијен у АТ&Т, читачи новости су доступни за све веће оперативне системе. Модерни мејл клијенти или „колекција комуникационих програма“, такође често има интегрисан читач новости. Често су ови интегрисани клијенти лошег квалитета у поређењу са самосталним читачем новости, и нетачно спровођеним Јузнет протоколима, стандардима и конвенцијама. Многи од ових интегрисаних клијената, на пример онај у Мајкрософтовом Аутлук експресу, не свиђају се купцима због њиховог недоличног понашања.
С развојем светке мреже, изглед страница интернета је постао уобличенији. Изглед интернет страница је смањио техничку улазну баријеру захтева на једну апликацију и без Јузнет ННТП серверског налога. Посто су бројни интернет сајтови који нуде интернет мрежни пролаз ка Јузнет групама, иако су неку људи почели да филтрирају поруке које су направили неки интернет интерфејси из једног или било ког другог разлога. Гугл Групесу такав интернет сајт базиран на изгледу страница и неки интернет претраживачи могу приступити Гугл Групама преко новости: директни линкови протокола.

### Уређене и неуређене дискусионе групе
дискусионих група је уређена, што значи да размена порука које су поднели читаоци није расподељена директно Јузнет-у, већ уместо тога је послата путем имејла модераторима дискусионих група за одобрење. Модератор ће примити достављене чланке, прегледати их, и убацити одобрене чланке тако да они могу бити одговарајуће раширени кроз цео свет. Чланци које је модератор одобрио морају носити наслов: Одобрено. Модератори осигуравају да поруке које читаоци виде у дискусионим групама буду у складу са правилима дискусионих група, иако не захтевају да се прате таква правила или смернице. Обично, модератори су упућени у предлог за дискусионе групе, и промене модератора прате сукцесивни план.
Историјски, мод.* хијерархија је Постојала пре Јузнет реорганизације. Сада, измењене дискусионе групе се могу појавити у било којој хијерархији, најчешће са додатом.moderated групом.
Јузнет дискусионе групе у Big-8 хијерархији су креиране предлогом који је назван Захтев за расправу или РФД. РФД је потребан за следеће информације: име дискусионе групе, цхецкфроупс податке приступа, и уређен или неуређен статус. Ако група треба да буде уређена, онда мора да буде обезбеђен најмање један модератор са важећом мејл адресом. Остале информације које су корисне али нису неопходне укључују: правила, образложења, и полису уређења ако група треба да буде уређена. Остале информације које су корисне али нису неопходне укључују: правила, образложења, и полису уређења ако група треба да буде уређена. Расправа нових предлога дискусионих група следи, и завршена је са члановима Биг-8 Менаџмент одбором који доноси одлуку, гласањем, било да одобре или не одобре нову дискусиону групу.
Неуређене дискусионе групе формирају већину дискусионих група Јузнет-а, и поруке које су послали читаоци за неуређене дискусионе групе су објављене истог тренутка тако да сви могу да их виде. Минимална редакција за филтрирање садржаја против пропагирања брзине формирају срж Јузнет заједнице. Једна мала наведена одбрана пропагирања је забрана ширења поруке, али неколико корисника Јузнет-а користе ове команде и неколико читача новости не нуде команде отказивања, једним делом због истека складиштења чланака у релативно кратком року. Мало је фалило да све неуређене Јузнет групе постану колекција спам-а.
Стварање уређених дискусионих група често постаје врућа тема дискусија, повећавајући проблеме што се тиче цензуре и жеље подскупа корисника да формирају намерне заједнице.

### Технички детаљи
Јузнет је скуп протокола за производњу, чување и преузимање новинарских ’’чланака” ( који личе на Интернет мејл поруке ) и за њихову размену између читаоца, који су потенционално у широкој употреби. Ови протоколи најчешће користе алгоритам поплаве који шири копије кроз мрежу сервера са правом учешћа. Када порука стигне до сервера, тај сервер прослеђује ту поруку свим мрежним суседима који још увек нису видели чланак. Само једна копија поруке се складишти по серверу, и сваки сервер их прави доступним на захтев читалаца ( најчешће локално ) да приступе том серверу. Колекција Јузнет сервера је на тај начин имала одређене равноправне карактере у којима деле ресурсе размењујући их, грануларност размене је међутим на другачијој скали него модерни равноправни системи и ова карактеристика искључује актуелне кориснике система који се повезују на сервере новости са типичном клијент-сервер апликацијом слично као и мејл читач
RFC 850 је била прва формална спецификација порука размењених путем Јузнет сервера. Замењен је RFC 1036 и након тога RFC 5536 у RFC 5537
У случајевима где је постављен неприкладан садржај, Јузнет је имао подршку за аутоматско уклањање објаве са целе мреже креирајући отказну поруку ( cancel message ), иако због недостатка аутентикацијске и настале злоупотребе, ова могућност је често онемогућена. Власници ауторских права и даље могу затражити ручно брисање материјала које крши ауторска права користећи провизије светске организације за интелектуалну својину споразумних имплементација, као што је Online Copyright Infringement Liability Limitation Act Сједињених Америчких Држава.
На интернету, Јузнет је транспортован путем протокол за трансфер веб новости( ННТП) на ТЦП Порту 119 за стандардне незаштићене конекције и на ТЦП порту 536 за SSL кодне конекције које су понуђене само путем неколико сајтова.

### Организација
Велики скуп широко употребљиваних дискусионих група је садржан у девет хијерархија, 8 од којих су управљане под пристанком смерница које одређују њихову администрацију и именовање. Тренутна Велика осмица је:
- comp.* – дискусије везане за (comp.software, comp.sys.amiga)
- humanities.* – фина уметност, књижевност и филозофија  (humanities.classics, humanities.design.misc)
- misc.* – разноврсне теме (misc.education, misc.forsale, misc.kids)
- news.* – дискусије и обавештења о вестима ( што значи Јузнет, не тренутни догађаји )(news.groups, news.admin)
- rec.* – рекреација и забава (sci.psychology, sci.research)
- sci.* – дискусије у вези науке (rec.music, rec.arts.movies)
- soc.* – социјалне дискусије (soc.college.org, soc.culture.african)
- talk.* – расправе о разноврсним контроверзним темама (talk.religion, talk.politics, talk.origins)

Видети и Great Renaming.
alt.* хијерархија није предмет процедура контроле група у великој осмици, и као резултат тога, мање је организована. Групе у алт.* хијерархији настоје да буду специјализованије или специфичније- на пример, може постојати комуникациона група у великој осмици која садржи дискусије о дечијим књигама, али група у алт хијерархији, може бити посвећена једном специфичном аутору дечијих књига. Бинарне вредности су постављене у alt.binaries.*, чинећи их највећим међу свим хијерархијама.
Многе друге хијерархије комуникационих група су дистрибуиране заједно са овима. Регионалне и хијерархије специфичних језика, као што су јапан.*, малта.* и не.* служиле су специфичним земљама и регионима као што су Јапан, Малта и Нова Енглеска. Компаније и пројекти управљају сопственим хијерархијама да би дискутовали своје производе и понудили комуналну техничку подршку, као што је историјска гну.* хијерархија из задужбине за слободни софтвер. Мајкрософт је затворио свој сервер новости у јуну 2010, обезбеђујући подршку за своје производе сада преко форума. Неки корисници радије користе термин ’’Јузнет” да би упутили на хијерархије велике осмице; остале укључују алт такође. Општији термин ’’нетсНовости” инкорпорише целокупну медију, укључујући приватне организације система вести.
Постоје такође неформалне суб-хијерархије. *.answers су типично уређене унакрсне групе објава за ФАQ ( често постављана питања ). ФАQ би био постављен у склопу једне групе и унакрсни пост на *.answers групи на почетку хијерархије би био виђен као пречишћење информација у тој комуникационој групи. Неке подгрупе су рекурзивне- до тачке неких будалаштина у alt.*.

### Бинарни садржај
Јузнет је првобитно направљен за дистрибуцију текстуалног садржаја кодираног у 7-бит ASCII пакету карактера. Уз помоћ програма који кодирају 8-битне вредности у ASCII, постало је практично да се распоређују бинарни фајлови као садржај. Бинарне објаве, због својих величина и често сумњивих статуса ауторских права, биле су на једно време забрањене одређеним комуникацијским групама, олакшавајући администраторима да дозволе или забране промет.
Најстарија широко коришћена метода кодирања за бинарни садржај је uuencode, из Јуниксовог UUCP пакета. У касним 1980-им, Јузнет чланци су били често ограничени на 60.000 карактера, и веће, ригорозније границе постоје и данас. Фајлови су стога често раздвајани у секције које захтевају од читаоца поновни састав
Са екстензијама заглавља и Base64 и цитираном верзијом MIME кодирања, настала је нова генерација бинарног транспорта. У пракси, MIME је видео повећано прихватање у текстуалним порукама, али је избегаван у већини бинарних прилога. Неки оперативни системи са мета фајловима користе специјализоване кодне формате. За Мек ОС, коришћени су и БинХекс и специјални формати MIME врсте.
Мање познати кодни системи који су можда коришћени неко време, били су BTOA, XX кодирање, BOO, и USR кодирање.
У покушају да се смањи време трансфера фајлова, неформално кодирање фајлова познато као yEnc је представљен у 2001. Постигао је око 30% редукције у размењеним подацима под претпоставком да већина 8-битних карактера може сигурно бити пребачена кроз мрежу без првобитног 7-бит АСЦИИ простора.
Најуобичајенија метода постављања великих бинарних објава на Јузнет је да конвертује фајлове у RAR архиве и креира Parchive фајлове за њих. Једнаки фајлови су коришћени да се изнова створе недостајући подаци сваки пут када део фајла не стигне до сервера.

#### Бинарно ретенционо време
Сваки News сервер генерално издваја одређену количину места за складиштење за садржај објава у свакој дискусионој групи. Када је ово складиште попуњено, сваки пут када стигне нова објава, старе објаве су обрисане да би се направило место за нов садржај. Ако мрежа доступна серверу висока али је издвојено складиште мало, могуће је да дође до огромне поплаве долазећег садржаја која би могла да преплави алокацију и истера све што се пре налазило у групи. Ако је поплава довољно велика, почетак поплаве ће почети да се брише чак и пре него што је задњи део поплаве објављен.
Бинарне дискусионе групе су у могућности да функционишу поуздано ако има довољно издвојеног складишта групе да дозволи читаоцима довољно времена да скину све делове бинарних објава пре него што су избачене из издвојеног групног складишта. Ово је у једно време био начин објављивања непожељног садржаја који је био супротстављен; дискусионе групе би биле преплављене са насумичним ђубретом објављених података, или довољним бројем, да се избаци сав садржај. Ово су надокнадили сервисни провајдери који су издвојили довољно складишта да би задржали све објаве сваког дана, укључујући такве непожељне поплаве, без брисања ичега.
Просечна дужина времена које је доступно објавама да остану у групи пре него што буду избрисане, обично је названо време ретенције. Генерално већи сервери Јузнет-а имају довољно капацитета да архивирају неколико година бинарног садржаја чак и ако је преплављен новим садржајем на максималној дозвољеној дневној брзини. Добри провајдери бинарних сервиса, морају не само прилагодити корисницима брже конекције ( 3 мегабита ) већ такође и корисницима спорих конекција ( 256 килобита или мање ) којима је потребно више времена да скину садржај преко периода од неколико дана или недеља.
Главни НСП имају време ретенције дуже од 4 године. Ово резултира у више од 9 петабајта ( 9000 терабајта ) складишта.
Делом због тако дугог времена ретенције, као и растућих интернет брзина објављивања, Јузнет су такође користили индивидуални корисници да би сачували бекап податке у пракси која је названа Јузнет бекап, или уБекап. Док су комерцијални провајдери нудили једноставнији начин коришћења онлајн бекап услуге чувања података, на Јузнет-у је бесплатно ( иако приступ самом Јузнет-у не мора да буде ). Метода захтева од корисника да ручно изабере, припреми и објави податке. Зато што свако може потенцијално да скине бекап фајлове, подаци су типично шифровани. Након што су подаци објављени, онај који је објавио податке нема никакву контролу над њима; фајлови су аутоматски копирани на свим Јузнет провајдерима, тако да ће постојати више копија података које ће се раширити кроз различите географске шеме широм света- пожељна бекап шема

#### Легални проблеми
Док бинарне комуникационе групе могу бити коришћене за дистрибуцију сасвим легалних дела, софтвер отвореног кода, и материјал јавног домена, неке бинарне групе су коришћене да илегало дистрибуирају комерцијалним софтвером, медијем под заштићеним ауторским правима, и непристојним материјалима.
Јузнет сервери који управљају ИСП-ом често забрањују приступ свим alt.binaries.* групама да би обоје смањиле мрежни саобраћај и да би избегли повезане легалне проблеме. Комерцијални Јузнет услужни провајдер тврди да управља као телекомуникациони сервис, и тврди да они нису одговорни за бинарни садржај који објављују корисници пренесен путем њихове опреме. У Сједињеним Америчким Државама, Јузнет провајдери могу да се квалификују за заштиту под ДЦМА Safe Harbor регулације, под претпоставком да су установили механизам у складу са тиме и одговорни су за преузимање обавештења од власника ауторских права.
Отклањање садржаја ауторских права са целе Јузнет мреће је скоро немогућ задатак, због брзе пропаганде између сервера и извршене ретенције сваког сервера. Подношење молбе Јузнет провајдеру за уклањање, уклања се само са ретенционог кеша једног сервера, али не и са других. Могуће је да специјално отказивање објаве поруке буде дистрибуирано да се уклони са свих сервера, али многи провајдери игноришу отказне поруке стандардном полисом, зато што лако могу бити фалсификоване и било ко их може поднети.Да би уклањање било најефикасније кроз целу мрежу, требало би да се пошаље оригиналном серверу у којем је садржај објављен, пре него што је прослеђен осталим серверима. Одстрањивање садржаја у овим раним фазама би спречило даље ширење поруке, али са модерним брзим линковима, садржај може бити пренет већ када стигне, не дозвољавајући икакво време да се садржај прегледа и уклони издање власника ауторских права.
Утврђивање идентитета особе која објављује илегалан садржај је једнако тежак због дизајна заснованом на поверењу мреже. Као SMTP и мејла, сервери генерално претпостављају да је заглавље и порекло информације у објави тачно и прецизно. Међутим, као у SMTP и мејлу, Јузнет заглавља је лако фалсификовати толико да замагле прави идентитет и локације извора поруке. На овај начин, Јузнет је значајно другачији од модерних П2П сервиса; већина корисника П2П који расподељују садржај су типично одмах препознатљиви свим осталим корисницима њихове мрежне адресе, али оригинална информација за Јузнет објављивање може бити потпуно замагљена и ван домашаја када се једном рашири.
Такође за разлику од модерних П2П сервиса, идентитет корисника који скидају податке је сакривен. На П2П сервисима особа која скида податке је видљива свим осталим корисницима њихове мрежне адресе. На Јузнет-у, преузимач се повезује директно на сервер, и само сервер зна адресу оног који се на њу повезује. Неки Јузнет провајдери чувају пријаве корисника, али не праве сви ове информације пријављивања које су немарно доступне страним партијама као што је Америчко удружење дискографских кућа. 

## Историја
Експерименти дискусионих група прво су се одржавали у 1979. Том Траскот и Џим Елис са Дјук универзитета су смислили идеју као замену за локално објавни програм и установили линк са оближњим универзитетом Северне Каролине користећи скрипте Bourne љуске  коју је написао Стив Беловин. Издавање новости у јавност је био облик конвенционалног саставног софтвера, које је написао Стив Данијел и Траскот. 1980, Јузнет је био повезан са АРПАНЕТ кроз УЦ Беркли који је имао везе и са Јузнет-ом и са АРПАНРТ-ом. Марк Хортон, студент који је наместио конекцију почео је са ’’извором ејлинк листа од АРПАНЕТ-а до Јузнет-а” са ’’фа” ( са АРПАНЕТ-а ) идентификатором. Јузнет је добио 50 чланова са сајтова у првој години, укључујући Рид колеџ, Универзитет у Оклахоми, и Бел Лабс, и број људи који користи мрежу се драстично повећао. После 32 године, Јузнет линк вести Унверзитета северне Каролине у Цјапел Хиллу ( Новости.унц.еду) отишао је у пензију 4. фебруара 2011.

### Мрежа
УУЦП мреже брзо су се шириле због јефтинијих уложених цена, и могућности да се искористе постојеће изнајмљене линије, X.25 линкови или чак АРПАНЕТ конекције. До 1983, на хиљаде људи је учествовало у компанијама које су укључивале Јуникс; број домаћина се строго двостручио на 940 у 1984. Постојало је више од 100 тематских група, више од 20 посвећених Јуниксу и осталим темама које се односе на рачунаре, и најмање трећина рекреације.Док су се мрежни УУЦП домаћини брзо ширили, постало је пожељно да се направи разлика између Јузнет-овог подсета из целокупне мреже. Гласано је 1982 на Јуниксовој конференцији, да би требало да се изабере ново име. Задржано је име Јузнет, али је утврђено да ће се оно односити само на вести. Име UUCPNET је постало ново уобичајено име за целокупну мрежу.
Као додатак УУЦП, рани пример Јузнет-а је такође био размењиван са Фидонет и осталим дајал-ап ББС мрежама. Раширена употреба Јузнета ББс заједницом је била олакшана увођењем UUCP извора који је омогућио МС-ДИС имплементацију УУЦП, као што је UFGATE ( UUCP на ФидоНет капији ), FSUUCP и UUPC. 1986, RFC 997 је обезбедио спецификације протокола за трансфер веб новости ( ННТП ) за дистрибуцију Јузнет чланака преко ТЦП/ ИП као флексибилнију алтернативу за неформалне Интернет трансфере UUCP промета. Од кода је постао популарни Интернет, 90-их, и скоро сва дистрибуција Јузнета је била преко NNTP-а.

### Софтвер
Ране верзије Јузнета користиле се Дјук-вов А News софтвер, дизајниран за један или два чланака на дан. Матт Глицкман и Хортон Беркелеy произвели су побољшану верзију и назвали је B News која ја могла да издржи повећан проток ( око 50 чланака на дан од касне 1983). Са форматом поруке која је нудила компатибилност са Инетрнет постом и побољшаном перформансом, постала је доминантни серверски софтвер. C News, које су развили Геоф Колјер и Хенри Спенсер на универзитету Торонта, могле су да се пореде са Б Новости у одликама али је друга нудила много бржу обраду података. У раним 1990-им, Интернет новости Рича Салца су развијене да би се искористио континуални проток порука који је био обогаћен путем NNTP против серије сачувај-и-проследи дизајна UUCP-а. Од тог времена, ИНН развој се наставио, и остали News серверски софттвери су такође били развијани.

### Место јавности
Јузнет је била прва интернет заједница и место за многе најпопуларније јавне развоје у добу пре интернета. То је било место где јеТим Бернерс-Ли објавио лансирање светске мреже, где је Линус Торвалдс објавио Линукс пројекат, и где је Марк Андерсен објавио стварање Мозаик претраживача и увод у таг слике, која је веома значајна за светску мрежу.

### Интернет жаргон и историја
Много жаргонских термина сада је у честој употреби на интернету, пореклом су или су били популаризовани на Јузнет-у. Исто тако, многи конфликти који су се касније раширили на остатак интернета, као што су тренутне тешкоће поводом нежељених садржаја ( спаминг ), почели су на Јузнет-у.

### Пад
Саша Сеган из PC Магазина рекла је у 2008 да Јузнет већ годинама умире. Сеган је рекла да неки људи указују на вечити септембар у 1993 као почетак пада Јузнета. Сеган верује да када су порнографи и софтвер пирати почели да објављују велике фајлове на Јузнету до касних 1990-их, Јузнет простор диска и промета се повећао у складу с тим. Интернет сервис провајдери питали су се зашто су морали да направе места за порнографију и пиратске софтвере. Када је Њујорк држава отворила истрагу поводом дечије порнографије која је коришћена на Јузнет-у, многе ИСП су оборене свим Јузнет приступима или приступ alt.* хијерархији.
Као одговор томе, Џон Бигз из Тех Кранч-а је изјавио ’’ Док год постоје људи који ће мислити да је командна линија боља од миша, оригиналне текстуалне социјалне мреже ће преживети”.
АОЛ је прекинуо приступ Јузнету 2005 године. У мају 2010, Дјук универзитет, чије су имплементације отпочеле у Јузнету пре више од 30 година, обрадио је свој Јузнет сервер, надводећи ниску корист и растуће цене.

## Јузнет промет
Током времена, количина Јузнет промета је почела постепено да расте. Од 2010 број свих текстуалних објава у тематским групама велике осмице је у просеку износио 1800 нових порука сваког сата, са просеком од 25000 порука сваког дана. Међутим, ови просеци су минијатурни у поређењу са прометом у бинарним групама.Већина повећања овог протока не одражава се на пораст дискретних корисника или дискусија тематских група, већ на комбинацију масивног аутоматског спама и повећања у употреби бинарних тематских група у великим фајловима, који су често објављени јавно. Мали пример промена:
| Дневна количина | Датум                      | Извор           |
| --------------- | -------------------------- | --------------- |
| 4.5 GB          | 1996 Дец                   | Altopia.com     |
| 9 GB            | 1997 Јул                   | Altopia.com     |
| 12 GB           | 1998 Јан                   | Altopia.com     |
| 26 GB           | 1999 Јан                   | Altopia.com     |
| 82 GB           | 2000 Јан                   | Altopia.com     |
| 181 GB          | 2001 Јан                   | Altopia.com     |
| 257 GB          | 2002 Јан                   | Altopia.com     |
| 492 GB          | 2003 Јан                   | Altopia.com     |
| 969 GB          | 2004 Јан                   | Altopia.com     |
| 1.30 TB         | 2004-09-30                 | Octanews.net    |
| 1.38 TB         | 2004-12-31                 | Octanews.net    |
| 1.52 TB         | 2005 Јан                   | Altopia.com     |
| 1.34 TB         | 2005-01-01                 | Octanews.net    |
| 1.30 TB         | 2005-01-01                 | Newsreader.com  |
| 1.81 TB         | 2005-02-28                 | Octanews.net    |
| 1.87 TB         | 2005-03-08                 | Newsreader.com  |
| 2.00 TB         | 2005-03-11                 | Various sources |
| 2.27 TB         | 2006 Јан                   | Altopia.com     |
| 2.95 TB         | 2007 Јан                   | Altopia.com     |
| 3.07 TB         | 2008 Јан                   | Altopia.com     |
| 3.80 TB         | 2008-04-16                 | Newsdemon.com   |
| 4.60 TB         | 2008-11-01                 | Giganews.com    |
| 4.65 TB         | 2009 Јан                   | Altopia.com     |
| 6.00 TB         | 2009 Дец                   | Newsdemon.com   |
| 5.42 TB         | 2010 Јан                   | Altopia.com     |
| 8.00 TB         | 2010 Сеп                   | Newsdemon.com   |
| 7.52 TB         | 2011 Јан                   | Altopia.com     |
| 8.25 TB         | 2011 Окт                   | Thecubenet.com  |
| 9.29 TB         | 2012 Јан                   | Altopia.com     |
| 11.49 TB        | 2013 Јан                   | Altopia.com     |
| 14.61 TB        | 2014 Јан                   | Altopia.com     |
| 15.50 TB        | 2014 Феб                   | Newsdemon.com   |
| 17.50 TB        | 2015 Јан                   | Newsdemon.com   |
| 17.87 TB        | 2015 Јан                   | Altopia.com     |
| 23.50 TB        | 2015 Нов                   | Newsdemon.com   |
| 22.63 TB        | 2016 Јан (прве две недеље) | Altopia.com     |

У 2008 , Веризон Комуникације, Тајм Варнер Кејбл и Спринт Некстел су потписали уговор са генералом правобранилаштва у Њујорку , Ендруом Куомом, да забране приступ изворима дечје порнографије. Тајм Варнер Кејбл је престао да нуди приступ Јузнету. Верзион је ограничио свој приступ хијерархијама велике осмице. Спринт је зауставио приступ alt.* хијерархијама. АТ&Т је заутавио приступ свим хијерархијама alt.binaries.* Куомо никада посебно није именовао Јузнет у својој анти-дечијој порнографској кампањи. Дејвид ДеЖен из  PC World-а је рекао да су неки забринути да ИСП-ови користе Куомову кампању као изговор да се оконча Јузнет приступ, јер је то скупа интернет. У 2008 Аол, који више није нудио приступ Јузнету и четири провајдера која су одговарала на Цуомо кампању су били у 5 највећих интернет сервис провајдера у САД; имали су преко 50% САД-ових ИСП деоница. 8. јуна 2009, АТ&Т је објавио да више неће обезбеђивати приступ Јузнет сервисима од 15. јула 2009.
АОЛ је објавио да ће прекинути свој интегрисани Јузнет сервис у тајној 2005, наводећи растућу популарност интернет блогова, чет форума, и онлајн конференције. Аол заједница је имала невероватно битну улогу у популаризацији Јузнета пре 11 година.
Августа 2009, Веризон је објавио да ће престати са приступом Јузнет-а 30. септембра 2009 године. JANET(УК) је навео да ће престати са услугама Јузнета са почетком од 31. јула 2010, наводећи Гугл групе као алтернативу. Мајкрософт је објавио да ће престати са подршком својих тематских група ( мсНовости. Мајкрософт.цом) од 1. јуна 2010, нудећи интернет форуме као алтернативу.
Примарни разлози наведени за укидање услуга Јузнет-а од стране ИСП-а укључују пад у обиму правих читалаца због конкуренције блогова, заједно са ценом и бригом од повећавања пропорције промета.
Неки ИСП не укључују притисак агресивне кампање генерала правобранилаштва у Њујорку, Ендруа Куомоа, против дечије порнографије као један од њихових разлога за обустављање Јузнет извора као дела њихових сервиса.ИСП Цоџ и Атлантиц Цоммуницатионс су одолевали овом тренду до 2008, али обоје су на крају одбацили своју перспективу за изворе Јузнета у 2010.

## Архиве
Јавне архиве Јузнет чланака су постојале од почетка Јузнета, као и системи које је креирао Кеннетх Алмqуист у касној 1982. Дистрибуирано архивирање Јузнет објава је предложио у новембру Сцотт Орсхан, који је предложио да ’’ Сваки сајт би требало да чува све своје чланке које су објављени, заувек”Такође у новембру те године, Рицк Адамс је одговорио на објаву постављајући питање ’’ Да ли је неко архивирао дискусионе групе или да ли неко планира да то уради ’’ изјављујући да га је ’’ страх да призна, али почео је архивирати најкорисније дискусионе групе од 18. септембра.’’ У јуну 1982. Грегорy Г. Њоодбурy је предложио аутоматски приступ архивама, систем који се састојао од аутоматских одговора или порука фиксираних формата ка специјалном примаоцу мејла на одређеној машини”.
У 1985, два архивациона система вести и један RFC су објављени на интернету, први систем, који је назван чувар вести, Марка М. Свенсона из Универзитета Аризоне, описан је као ’’ програм који покушава да снабде разуман начин извлачења и чувања информација које добијемо путем Јузнет-а”. Главна предност овог система је што дозвољава корисницима да означе чланке које вреди задржати. Други систем, YА Новости Арцхивер Чака Вон Роспацх, био је сличан чувару вести, али је дизајниран да ради са много већим архивама где дуго квадрантно време претраге које одликује Јуникс... постаје прави проблемВон Роспацх у почетку 1985 је објавио детаљан RFC за архивирање и приступ Јузнет чланцима са претрагом кључне речи. Овај RFC описан програм који је могао да генерише и одржава архиву Јузнет чланака и дозвољава претрагу чланака који су основани на чланцима, линијом предмета, или кључним речима извучених из самог чланака. C код је такође био укључен за иницијалне структуре података система.
Жеља да има комплетан индекс за претраживање архивираних новинских чланака није нова, а један такав захтев је постигнут у априлу 1991. године од стране Алекс Мартели који је покушао да "гради неку врсту индекса кључних речи за [архива вести]."Почетком маја, господин Мартели је послао резиме својих одговора на Јузнет, напомињући да је "најпопуларнији награда за предлог мора дефинитивно ићи у 'lq-text' пакет, Лиам Квин, недавно написано у alt.sources."
Велики сајт http://asstr.org Архивирано на веб-сајту  (30. јун 2007) архивира и снима еротске и порнографске приче објављене на Јузнет групама алт.сеџ.шториес.
Данас, архивирање Јузнет-а је довело до страха од губитка приватности. Архива поједностављује начине доласка до профила људи. Ово је делом супротстављено са упутством заглавља X-No-Archive: Yes, који је и сам био контроверзан.

### Архиве Гугл Гупа и DejaNews
Веб засновано архивирање Јузнет објава почело је 1996 у Деја новости са веома великом, базом података. У 2001, ову базу података је захтевао Гугл.
Гугл Групе поседују архиву Јузнет објава које датирају још од маја 1981 до јуна 1991, а донирао их је Гугл-у Универзитет у западном Онтарију уз помоћ Дејвида Вајсмена и других, а првенствено је архивирао Хенри Спенсер на Универзитету Торонтовог Зоолошког одељења. Архиве за касну 1991 и кроз рану 1995 је обезбедио Кент Ландфиелд из НетНовости ЦД серије и Јüрген Цхриштоффел из ГМД-а. Архиве објава од марта 1995 па надаље је почела компанија ДејаНовости ( касније Деја), коју је купио Гугл у Фебруару 2001. Гугл је почео да архивира објаве Јузнет-а за себе почетком друге недеље августа 2000.
Vice и Wired сарадници су критиковали Гугл као и бивши радници за његово управљање архивама и за кварење функционалности претраге.